# Destin Sandlin

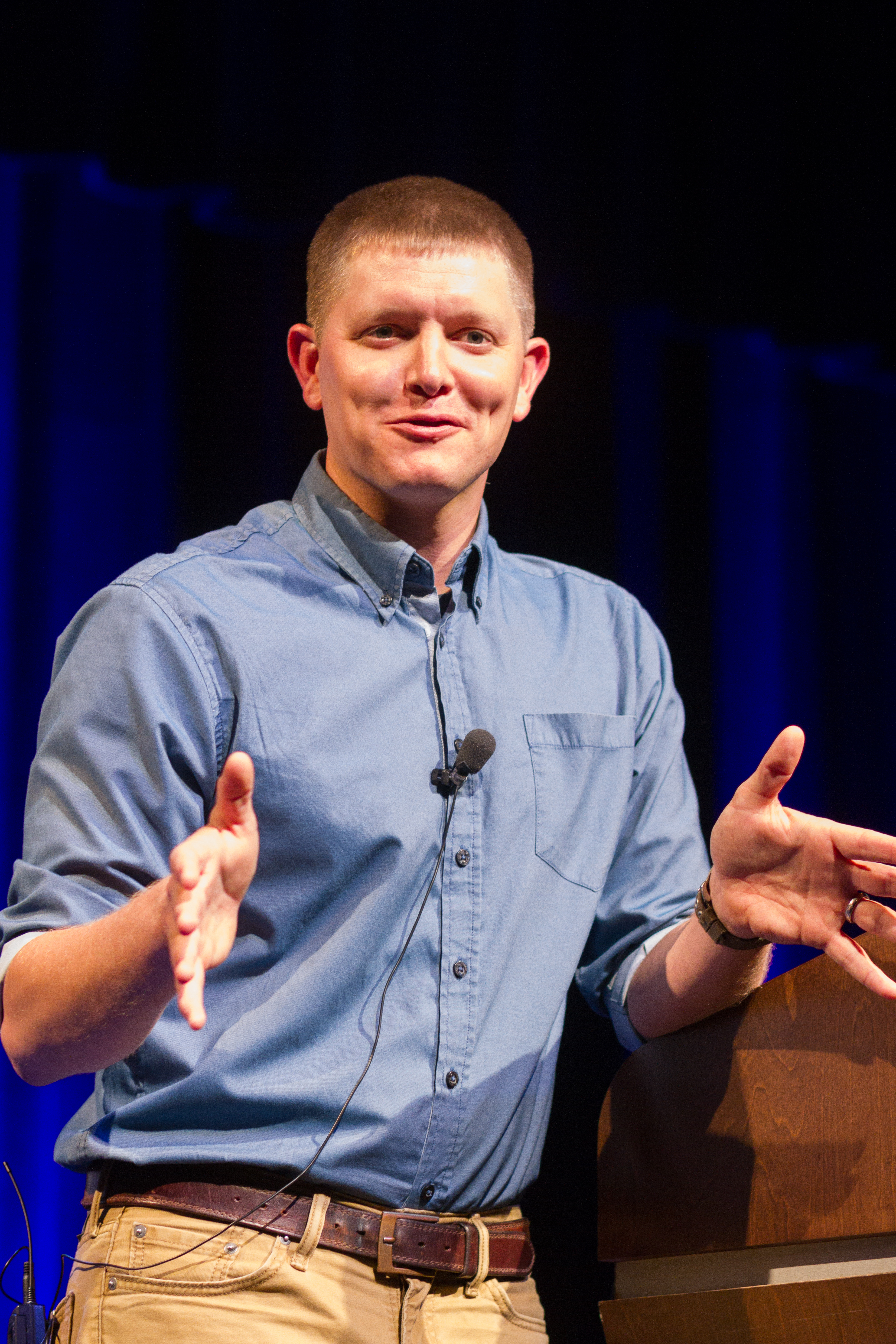
Destin Sandlin

Destin Sandlin (* 17. September 1981 in Huntsville, Alabama) ist ein für seine YouTube-Videoserie Smarter Every Day (englisch für Jeden Tag schlauer) bekannter US-amerikanischer Ingenieur.
Per März 2021 wies Youtube für seinen Kanal über 9,5 Millionen Abonnenten und mehr als 900 Millionen Aufrufe aus. Im Frühjahr 2016 wurde er, als einer von drei US-amerikanischen Youtube-Kanal-Betreibern, für von Google gesponserte Einzelinterviews mit dem damaligen US-Präsidenten Barack Obama ausgewählt.
Am 28. April 2016 startete Sandlin einen zweiten YouTube-Kanal namens The Sound Traveler (englisch für Der Klangreisende) in dem er mit einer binauralen Tonspur unterlegte GoPro-Video-Aufnahmen von verschiedenen Orten der Welt veröffentlicht.
Am 10. Februar 2017 startete er mit No Dumb Questions (englisch für Keine dummen Fragen) einen Podcast. Darin unterhält er sich mit seinem Freund Matt Whitman über verschiedene Themen, beispielsweise aus Kultur und Gesellschaft.

## Hintergrund
Sandlin studierte Maschinenbau an der Universität Alabamas und graduierte mit einem Bachelor of Science. Dort wurde er ebenfalls noch als Student ausgezeichnet. An der Universität Alabamas in Huntsville macht er ebenfalls einen akademischen Abschluss in Luft- und Raumfahrttechnik. Er arbeitet als Ingenieur für Flugtests von Raketen bei Redstone Arsenal. und ist in Huntsville, Alabama wohnhaft. Destin ist verheiratet, hat vier Kinder und ist praktizierender Christ. Seinem Großvater verdanke er zufolge seine eigene Entwicklung für die Liebe zur Wissenschaft und seine Weltsicht. Seit 2012 unterstützt Destin Sandlin die Charity Not Forgotten für verwaiste Jungen in Peru.

## Youtube-Kanal Statistiken
| Kanal Abonnenten                                | 10,8 Millionen + |
| Aufrufe des Kanals insgesamt                    | 1.086.879.591 +  |
| # Videos mit mehr als einer Million Aufrufe     | 130              |
| # Videos zwischen 500.000 und 1.000.000 Aufrufe | 52               |
| Total # of videos                               | 361              |
| Gründung des Kanals                             | 04.04.2006       |

Quelle: